# Oceansize
Gli Oceansize sono stati un gruppo rock britannico originario di Manchester.
Il quintetto viene spesso etichettato nei generi del rock progressivo o dell'indie, ma è caratterizzato sia da sonorità acustiche e testi poetici, sia da tendenze psichedeliche o hard rock.

## Storia del gruppo
Nati nel 1998, gli Oceansize si impongono nel giro di pochi anni come uno dei gruppi più originali del panorama musicale di Manchester.
La fama internazionale inizia a crescere quando la band inizia a partecipare a tour di gruppi del calibro di The Cooper Temple Clause, Cave In, People in Planes, Aereogramme, Mclusky, Biffy Clyro, Porcupine Tree e Serafin.
Nel 2003 esce il loro primo album, Effloresce, la cui promozione prevede la prima (e finora unica) tournée del gruppo negli Stati Uniti.
Il 2005 è l'anno del secondo album Everyone Into Position. Una delle nuove canzoni, Meredith, viene utilizzata come parte della colonna sonora della serie tv O.C.. Nel dicembre dello stesso anno, il bassista Jon Ellis esce dal gruppo, pur mantenendo tuttora con esso un rapporto di collaborazione. Nel gennaio 2006 viene annunciato il sostituto di Ellis, Steve Hodson.
Nel mese di ottobre del 2007 viene pubblicato il terzo lavoro del gruppo, Frames.

## Componenti

### Formazione Attuale
- Mike Vennart - chitarra, voce
- Steve Durose - chitarra, voce
- Stanley Gambler Posselthwaite - chitarra, tastiere
- Steve Hodson - basso, tastiere
- Mark Heron - batteria

### Ex componenti
- Jon Ellis - basso, tastiere (collabora ancora con il gruppo)

## Discografia
Album in studio
- 2003 - Effloresce
- 2005 - Everyone Into Position
- 2007 - Frames
- 2010 - Self Preserved While the Bodies Float Up

EP
- 1999 - Amputee
- 2001 - A Very Still Movement
- 2002 - Relapse
- 2004 - Music for Nurses
- 2009 - Home and Minor